# Casuariiformes
Casuariiformes é uma ordem de aves endêmica da Oceania, que podem ser encontradas na Austrália e Nova Guiné.

## Classificação
- Família Casuariidae Kaup, 1847
  - Gênero Casuarius Brisson, 1760
    - Casuarius casuarius (Linnaeus, 1758)
    - Casuarius bennetti Gould, 1858
    - Casuarius unappendiculatus Blyth, 1860
- Família Dromaiidae
  - Gênero Dromaius Vieillot, 1816
    - Dromaius novaehollandiae (Latham, 1790)
      - †Dromaius novahollandiae diemenensis Le Souef, 1907
      - Dromaius novahollandiae novahollandiae (Latham, 1790)
      - Dromaius novahollandiae rothschildi Mathews, 1912

    - †Dromaius baudinianus Parker, 1984
    - †Dromaius ater Vieillot, 1817

  - Gênero †Emuarius
    - †Emuarius guljaruba
    - †Emuarius gidju